# 아이손 혜성
아이손 혜성(영어: Comet ISON), 또는 공식 명칭 C/2012 S1은 2012년 9월 21일 비탈리 넵스키(Виталий Невский, 비테브스크, 벨로루시) 및 아르티옴 노비쵸노크 (Артём Новичонок, 콘도포가, 러시아)에 의해 발견된 선그레이징 혜성이다. 혜성은 키슬로보스크의 국제 과학 광학 네트워크의 0.4미터 반사 망원경으로 발견되었다. 데이터 처리는 자동화된 소행성 탐색 프로그램 CoLiTec에 의해 처리되었다. 2011년 12월 28일 레몬산 천문대에서 촬영한 사진 및 2012년 1월 28일 판스타스에 의해 발견된 사진도 포함되었다. 후속 관측은 2012년 9월 22일 Remanzacco 천문대 팀이 iTelescope 네트워크를 사용하여 이루어졌다. 발견은 소행성 센터에 의해 9월 24일 공표되었다. 스위프트(SWIFT)에 의한 관측에서는 혜성의 핵이 직경 약 5km일 것으로 예측되었다. 이후 핵의 크기는 직경이 겨우 2km 정도일 것으로 예측되었다. 화성정찰위성(MRO)의 관측에서는 핵의 크기가 800미터 이하일 것으로 예측했다.
아이손 혜성은 2013년 11월 28일 근일점 통과 당시, 처음에 태양의 열과 조석력에 의해 분해되었을 것으로 추측되었다. 그러나, 그날 미국 항공 우주국에서 시행하는 프로그램이었던 CIOC(아이손 혜성 관측 캠페인; Comet ISON Observing Campaign) 팀의 구성원들이 코마와 비슷한 형태를 발견하여, 작은 파편이 근일점에서 생존했을 가능성을 보였다. 협정 세계시 기준 2013년 11월 29일, 이 혜성의 밝기는 5등급 이하로 어두워졌다. 2013년 11월 30일에는 +7등성 이하로 떨어졌다. 12월 1일에는 소호 태양 관측 위성의 관측 영역을 벗어나면서, 더 어두워졌다. 12월 2일, CIOC 멤버들은 마침내 아이손 혜성이 모두 분해되었다고 발표했으나, NASA에서는 비활성화된 아이손 혜성의 잔해가 남아 있을 가능성을 계속 조사하고 있다. 12월 18일, 허블 우주 망원경은 파편 관측에 실패했다. 관측은 +25등성이 한계였으며, +25등성은 혜성의 파편 크기가 직경 160미터 이상일 때의 밝기이다. 즉, 아이손 혜성의 잔해가 계속 존재한다면, 그 크기는 160미터 이하일 것으로 추정된다. 2014년 1월 5일경, 호세 프란시스코 헤르난데스(Jose Francisco Hernandez)가 아이손 혜성의 잔해로 보이는 사진을 촬영했다.
아이손 혜성은 1973년~1974년에 대혜성이 될 것이라 기대되었던 코후테크 혜성과 종종 비교되는데, 코후테크 혜성 역시 예측이 빗나가 결국 흐지부지되고 말았다.

## 궤도
아이손 혜성은 2013년 11월 28일 태양 중심으로부터 0.0124AU (약 186만 km) 떨어진 지점(근일점)을 통과했다. 태양의 반지름을 고려하면, 아이손 혜성은 태양 표면으로부터 116만 5천 km 떨어진 지점을 통과한 셈이 된다. 궤도 특성은 쌍곡선 궤도이며, 때문에 이 혜성은 오르트 구름에서 갓 만들어진 새로운 혜성일 것으로 보인다. 근일점 부근의 태양-혜성 이체 문제의 궤도 해답에서, 이 혜성의 주기는 약 400,000년일 것으로 추측되었다. 허나, 이 혜성이 매우 높은 이심률을 가지고 있음에도 불구하고, 태양의 중심 좌표는 일심좌표에 비해 훨씬 안정하다. 장주기 혜성의 주기는 보통 혜성의 접촉 궤도가 혜성이 태양계의 중심을 떠나고 난 이후 계산될 때, 같이 계산된다. NASA의 제트추진연구소의 호라이즌 시스템을 사용한 결과, 2050년 1월 1일 역기점에서 쌍곡선 궤도의 해답을 내놓았다. 아이손 혜성은 2013년 10월 1일 화성으로부터 0.07248AU 떨어진 지점을 통과했고, 2013년 12월 26일 지구로부터 0.43AU 떨어진 곳을 통과했다.
발견 후 얼마 되지 않아서, 아이손 혜성과 1680년 대혜성의 궤도 요소가 놀랄 정도로 비슷하여, 두 혜성의 상관관계가 있을 것으로 보였다. 그러나 이후 관측에서, 두 혜성은 서로 상관이 없는 것으로 밝혀졌다.
지구는 2014년 1월 14일~15일에 아이손 혜성의 궤도 부근을 지났고, 궤도에 있는 작은 혜성 먼지 입자들이 유성우 또는 야광운을 일으킬 수 있을 것이라 생각되었으나, 두 사건은 매우 불확실하다. 왜냐하면 지구는 단지 아이손 혜성의 궤도 부근을 통과하고, 꼬리를 직접적으로 통과하지 않기 때문에, 유성우가 일어날 가능성이 극히 낮기 때문이다. 게다가 단 한 번 태양계를 방문하는 비주기 혜성이 지구에 유성우를 일으킨 경우는 매우 희귀하다. 또한 야광운이 발생한 가능성도 마찬가지로 매우 낮다. 또한 과거에 같은 상황이 왔을 때도 이러한 경우는 일어나지 않았다.

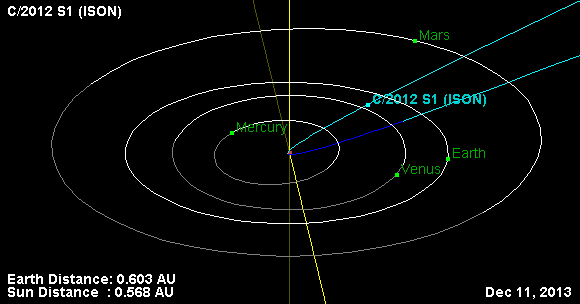
근일점을 통과한 후인 2013년 12월 11일의 C/2012 S1의 궤도

## 밝기, 관측, 그리고 가시성

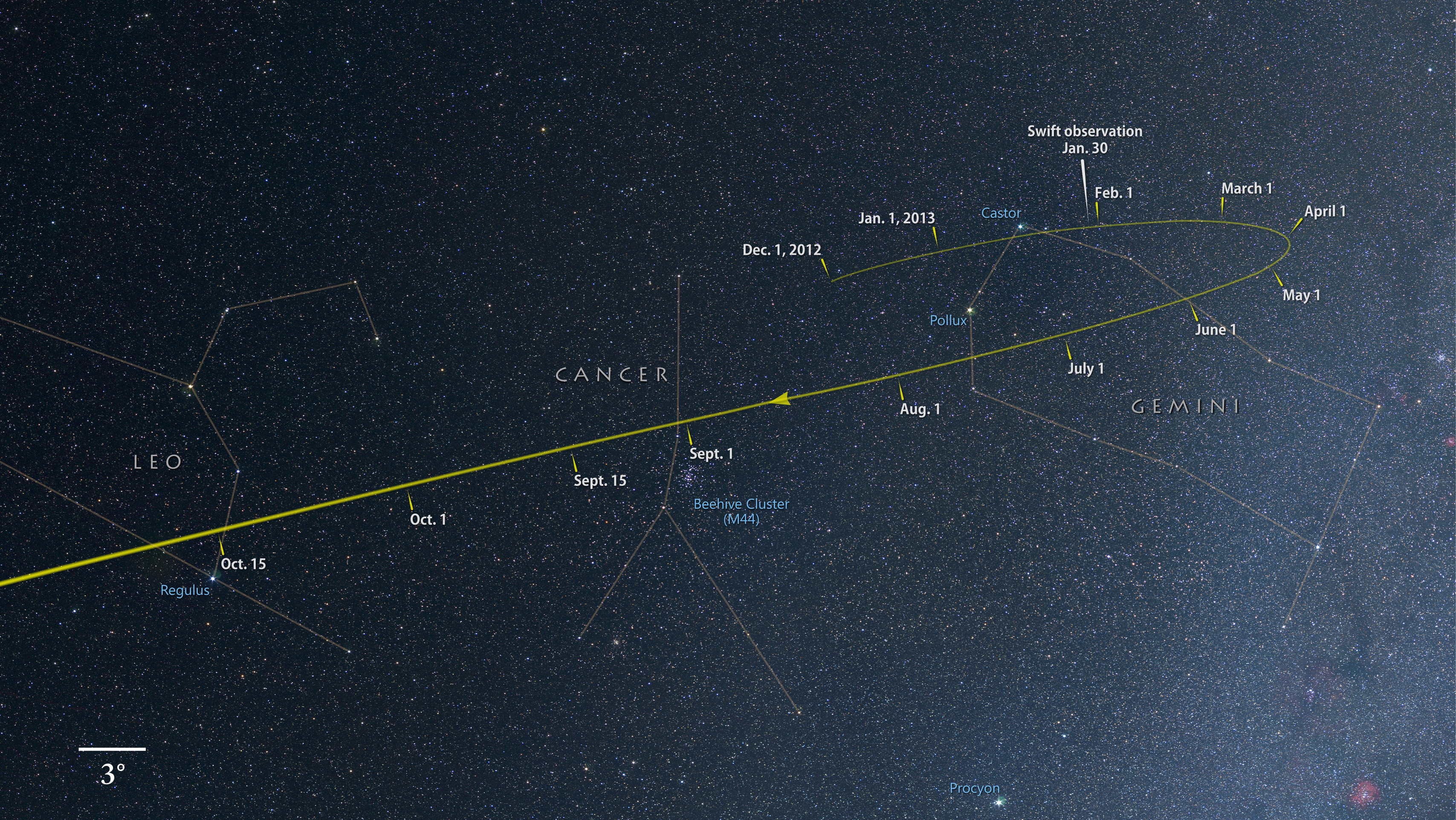
2012년 12월 ~ 2013년 10월의 아이손 혜성의 예상 경로. 쌍둥이자리, 게자리, 사자자리를 통과한다.

발견 당시, 아이손 혜성의 밝기는 +18.8등성 정도였고, 이는 육안으로 보기에는 매우 어두웠지만, 아마추어 천문가들이 대형 망원경으로 사진을 촬영할 수 있는 정도였다. 그러고 나서 이 혜성은 보통의 대부분의 혜성처럼 밝기가 점점 증가하는 패턴을 보였다.
적어도 수십 기의 탐사선이 아이손 혜성을 촬영했다. 이것은 처음에 스위프트 감마선 관측 위성에 의해 촬영되었고, 이후 딥 임팩트 탐사선이 2013년 1월 및 2월에 촬영했으며, 이때부터 꼬리가 보이기 시작했다. 2013년 4월 및 5월에 허블 우주 망원경이 아이손 혜성을 관측하여, 아이손 혜성의 크기, 색깔, 범위, 그리고 방출된 먼지의 분극을 측정했다. 6월에는 스피처 우주 망원경이 아이손 혜성을 관측하였고, 혜성으로부터 이산화탄소가 하루에 1000 톤 정도 방출되고 있을 것으로 추측했다. 2013년 6월 5일부터 8월 29일까지 아이손 혜성의 이각은 태양으로부터 30도 미만이었다. 어떠한 회전 변이성도 위의 4가지 우주 망원경에 의해 관측되지 않았다. 아마추어 천문가인 브루스 게리(Bruce Gary)는 2013년 8월 12일, 아이손 혜성이 지평선으로부터 6도 떨어져 있고, 태양으로부터의 이각이 19도일 때 재발견하였다. 이 혜성의 밝아지는 속도가 예상보다 느려졌기 때문에, 2013년 10월 초까지만 해도 이 혜성은 소형 망원경으로만 볼 수 있었다.

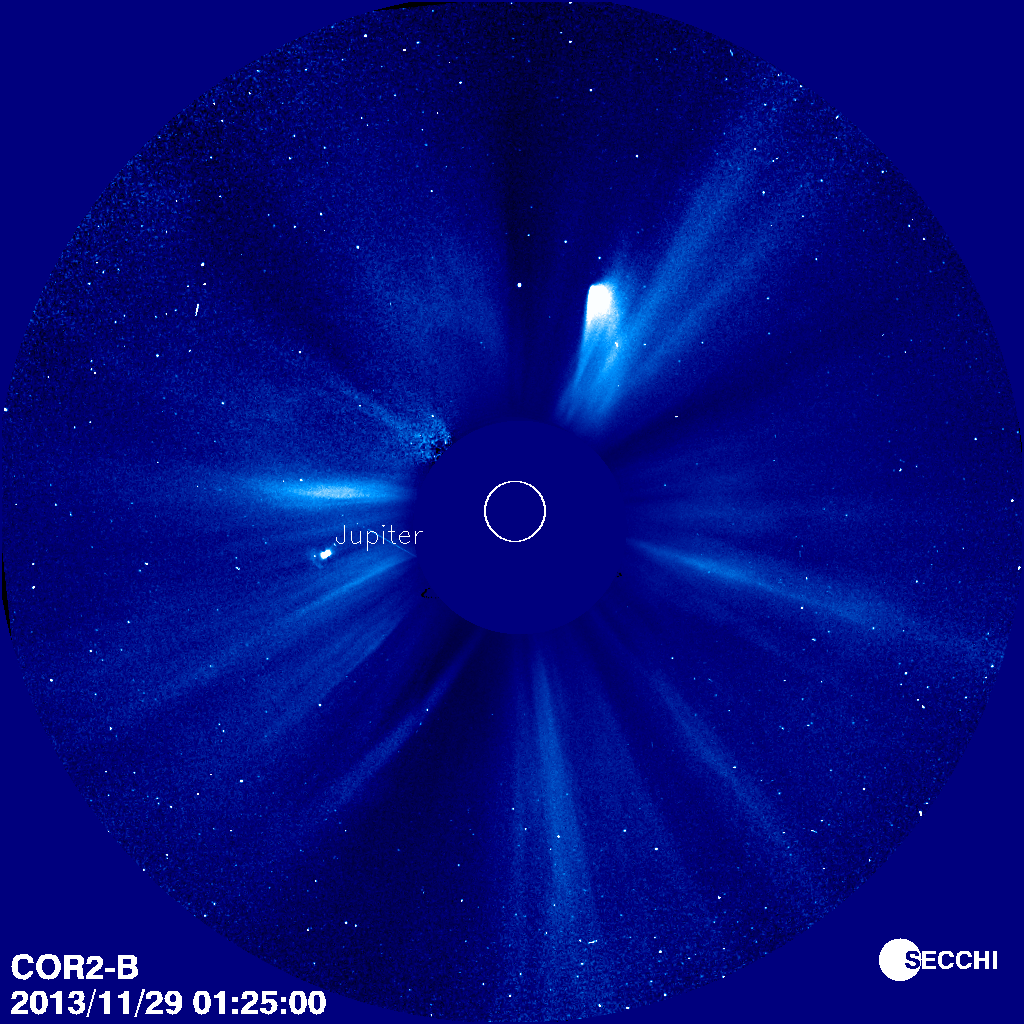
스테레오-B COR2 화상에서 아이손 혜성이 근일점 통과 ~7시간 후 다시 나타나고 있다.

2013년 10월 1일, 아이손 혜성은 화성으로부터 0.07248 AU 떨어진 곳을 통과했다. 9월 29일부터 10월 2일까지, 화성 정찰 위성(MRO)이 아이손 혜성을 발견했다. 두 대의 스테레오(STEREO) 관측 위성이 10월 둘째주부터 아이손 혜성을 관측하기 시작했다. 2013년 10월 아이손 혜성의 이미지로부터 혜성이 녹색으로 빛나기 시작했으며, 시아노겐 및 이원자 탄소(C2)를 방출하고 있음을 보여 주었다. 2013년 10월 31일, 아이손 혜성은 10×50 규격 쌍안경으로 보이기 시작했다.
2013년 11월 14일, 일부 천문가들에 의해 어두운 곳에서 아이손 혜성이 육안으로 보이기 시작했다고 보고되었다. 그것은 같은 시기 육안으로 보이기 시작한 혜성인 C/2013 R1과 비슷한 형태로 보였다. 아이손 혜성은 11월 중순까지 +6등성 이하로 빛났으며, 게다가 +4등성으로 밝아질 때까지 대중에 의해 관측될 수 있으리라고 생각되지 않았다. 11월 17일에서 18일에 아이손 혜성이 밝아지기 시작했을 때, 이 혜성은 이때부터 비로소 많은 사람들에 의해 육안으로 보이기 시작했으며, 처녀자리의 스피카 부근을 지났다. 그러나 보름달과 새벽의 여명에 의해, 아이손 혜성은 광학적 도움 없이 대중이 쉽게 볼 수는 없었다. 11월 22일, 아이손 혜성은 수성보다 낮게 뜨기 시작했다. 소호 태양 관측 위성은 11월 27일부터 LASCO 장비로 관측을 시작했다. 11월 27일, 이 혜성은 -2등성으로 밝아졌고, 전갈자리 델타 부근을 지났다. 11월 28일 근일점 통과 때, 만약 그것이 온전히 살아남았다면 극도로 밝아졌을 것이다. 그러나 혜성의 밝기를 예측하는 것은 매우 어려우며, 특히 태양에 가까이 다가갈 때의 예측은 더더욱 어렵다. 처음에, 언론에서는 이 혜성이 -17등성, 즉 보름달보다 60배 더 밝아질 것으로 기대했지만, 이후의 더 많은 관측 데이터로 계산한 결과, 아이손 혜성은 겨우 -3등성에서-5 등성 정도, 즉 금성의 밝기 정도로 밝아질 것으로 예상되었다. 그와 비교하여, 1935년 이후 가장 밝은 혜성은 1965년의 이케야-세키 혜성으로, 최대밝기 -10등성을 기록한 혜성이다. 2013년 11월 29일, 이 혜성은 +5등성 이하로 어두워졌다. 2013년 11월 30일이 지날 때쯤, 이 혜성의 밝기는 +7등성 이하로 더욱 어두워졌다.

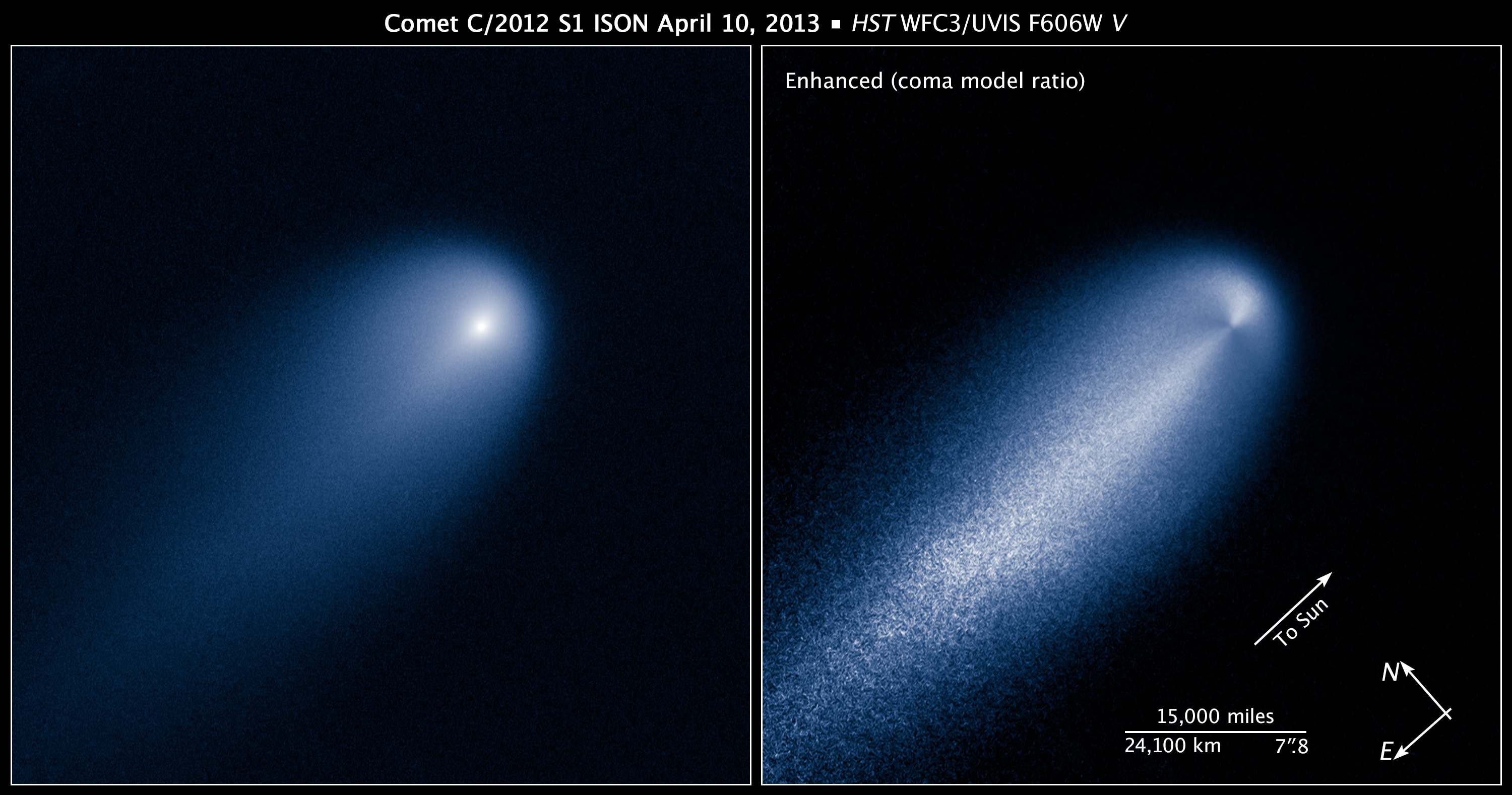
2013년 4월 10일 허블 우주 망원경이 촬영한 목성 궤도 부근의 아이손 혜성. 코마 모델 포함

2013년 2월의 연구에서, 총 1,897개의 관측 데이터가 광도 곡선을 산출하는 데 쓰였다. 산출된 광도 곡선에서 아이손 혜성은 보통의 선그레이징 혜성처럼 광도가 증가하는 형태를 띠었다. 만약 초기의 이러한 양상으로 계속 가서 근일점을 통과했다면, 이 혜성의 최대 밝기는 -17등성 정도였을 것이다. 그러나 이후 판스타스 혜성(C/2011 L4) 같은, 오르트 구름에서 갓 생긴 혜성처럼, 밝아지는 속도가 느려지는 현상(슬로다운 이벤트)이 보고되었다. 따라서 아이손 혜성의 최대 밝기는 근일점에서 온전히 살아남았다고 할 지라도 이전의 예측처럼 그렇게 극도로 빛나지 않을 것이며, 아무리 밝아 봤자 -6등성 정도까지 밝아질 것으로 예상되었다. 이 혜성은 갓 태어난 혜성(baby comet)인 것으로 확인되었다. 근일점 통과 시 혜성의 표면온도는 약 2,700도 정도로 계산되었고, 이는 철을 녹일 수 있을 정도의 열이다. 또, 아이손 혜성은 근일점에서 로슈 한계 이내에 있으므로, 이 혜성이 근일점을 통과하면서 중력에 의해 분해될 수 있음을 시사했다.
아이손 혜성은 태양에 제일 가까이 다가갈 때 제일 밝을 것으로 예상되었지만, 태양으로부터 겨우 1도도 채 안되는 곳을 통과하고 태양의 강한 빛 때문에 관측하기 매우 어려웠다. 아이손 혜성은 2013년 12월 중순부터 하순까지 북반구 천문학자들이 집중적으로 다시 탐색했었다. 만약 이 혜성이 온전히 살아남았었다면, 이 혜성은 2014년 1월 이전까지 육안으로 볼 수 있었을 것이다. 또 이 혜성은 천구를 지나면서 북극성으로부터 2도 떨어진 지점을 지났을 것이다.

## 혜성의 명명

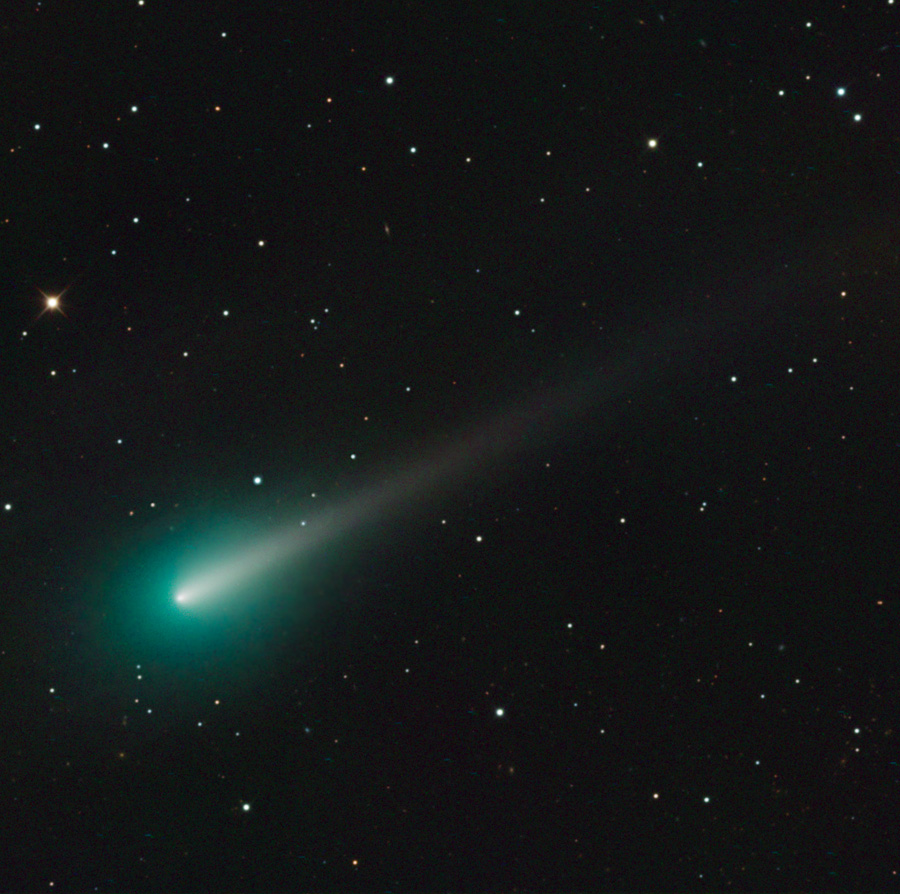
2013년 10월 8일 레몬산 천문대에서 촬영한 아이손 혜성. 사자자리를 통과하고 있다.

아이손 혜성의 공식 명칭은 C/2012 S1이다. 이 혜성의 이름은 "아이손"(ISON)이라 명명되었는데, 이는 발견한 단체 이름이 국제 과학 광학 네트워크(ISON)이기 때문이다. 초기 발견 보고에서 이 천체는 소행성으로 인식되어 지구 근접 소행성 목록에 추가되기도 했었다. 이후 국제 과학 광학 네트워크에 속한 팀의 후속 관측 보고가 이루어지자, 국제 천문 연맹에서 이 혜성의 이름을 "ISON"(아이손)으로 공표했다.

## 언론 적용 범위
2012년 이 혜성이 발견된 이후, 몇몇 언론에서는 이 혜성을 "세기의 혜성"(Comet of the Century)이라 이름붙이며 보름달보다 더 밝아질 것으로 예상했다. Astronomy Now 칼럼니스트는 2012년 9월에 "만약 예상이 실현될 경우 아이손 혜성은 인류 역사상 최고의 혜성 중 하나가 될 것이다."라고 썼다. 2013년 10월에는 데일리 메일 칼럼니스트가 아이손 혜성을 "세기의 혜성"이라 묘사하면서 보름달보다 15배 이상 밝아질 것으로 기대한다고 썼다.
그러나 천문학자인 칼 바탐스(Karl Battams)는 언론의 아이손 혜성에 대한 추측(보름달보다 더 밝아질 것)에 대해 비판하면서, CIOC 멤버들은 아이손 혜성이 그 정도로 밝아지지는 않을 것이라고 말했다.

## 주해
1. ↑  Astronomical magnitudes decrease as brightness increases, from large positive values, through zero, to negative values for very bright objects.
2. ↑  "C"는 비주기 혜성을 뜻하며, 뒤에 발견연도가 붙는다. "S"는 9월 16~30일을 뜻하며, 뒤에는 발견 순서가 붙는다. 예를 들어 C/2012 S1의 경우 2012년 9월 16~30일 주기에 발견된 첫 번째 혜성이라는 뜻이다.